# Hololepta atrovirens
Hololepta atrovirens är en skalbaggsart som beskrevs av Heinrich Bickhardt 1912. Hololepta atrovirens ingår i släktet Hololepta och familjen stumpbaggar. Inga underarter finns listade i Catalogue of Life.